# Gibbaeum pubescens
Gibbaeum pubescens — вид суккулентных растений рода Гиббеум (Gibbaeum) семейства Аизовые (Aizoaceae), произрастающий на территории Капской провинции ЮАР (Ладисмит, Свеллендам).

## Название
Родовое латинское (научное) название Gibbaeum происходит от греческого слова gibba — «горб».
Видовой латинский эпитет pubescens переводится как — «волосатый» или «опушенный».

## Ботаническое описание
Суккулентный многолетник.

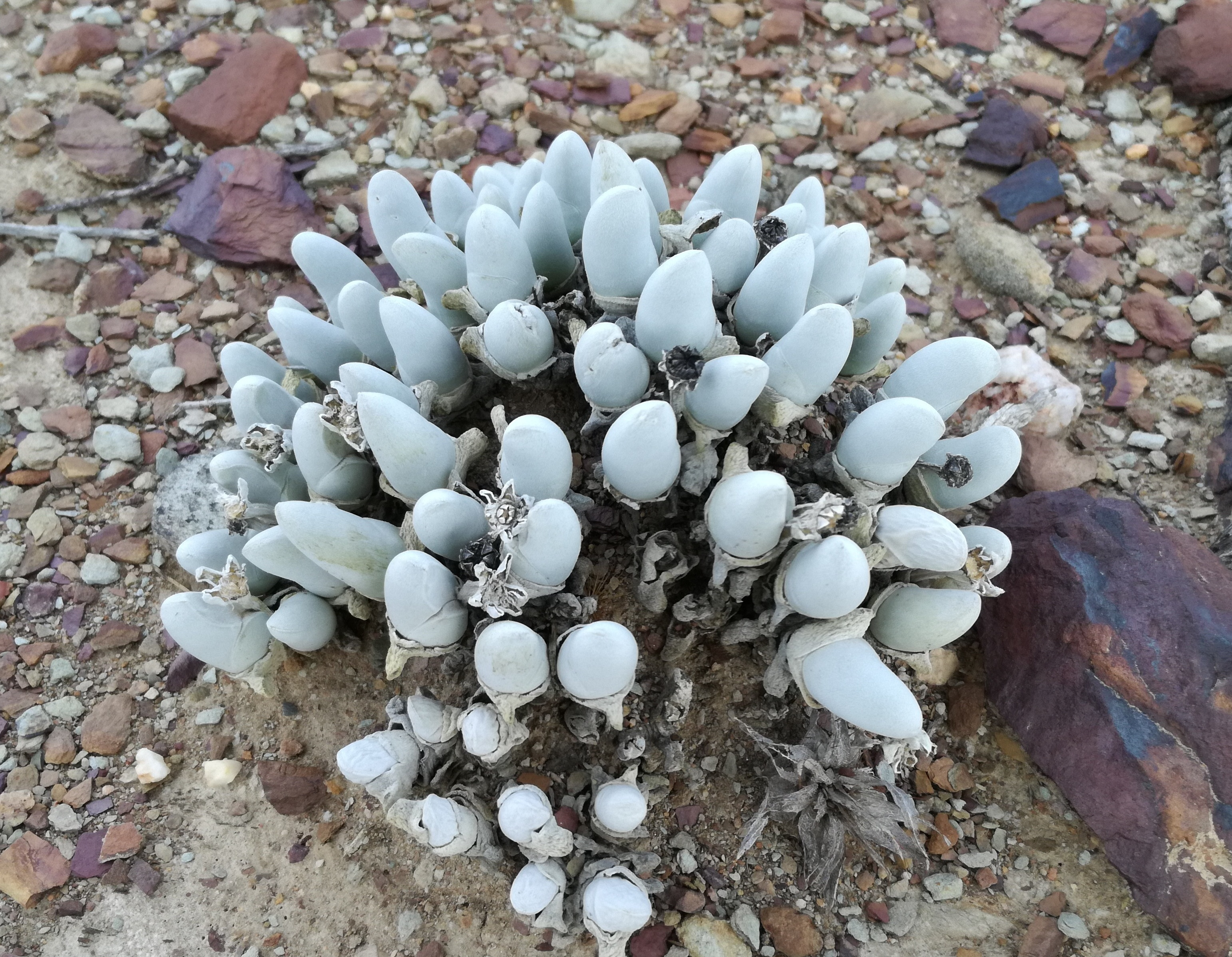
Общий вид

Корневище деревянистое, коротко разветвленное и выступает над землей.
Листья часто в 2-5 раз длиннее своей ширины, двух типов: более крупные, которые достигают длины до 3 см и имеют цилиндрическо-яйцевидную форму, а также меньшего размера с полулунной формой, примерно в 1/3 от длины крупных листьев. Поверхность покрыта себербисто-белыми волосками.
Цветки одиночные, от бледно до насыщенно фиолетовой окраски, диаметр до 15 мм. Плоды 6-гнездные.

## Таксономия
Gibbaeum pubescens (Haw.) N.E.Br., первое упоминание в Gard. Chron., ser. 3, 72: 129 (1922).

### Синонимы
Гомотипные (основанные на одном и том же номенклатурном типе):
- Mesembryanthemum pubescens Haw. (1795)

Гетеротипные (основанные на разных номенклатурных типах):
- Gibbaeum argenteum N.E.Br. (1921)